# Ângela Almeida
Ângela Almeida (Horta, Azores, 6 de agosto de 1959) es una escritora, investigadora y científica portuguesa. Doctora en literatura portuguesa, defendió una tesis sobre el simbolismo de la isla y el pentecostalismo de Natália Correia, después de haber sido su mentor Urbano Tavares Rodrigues. Tiene doce libros publicados, que incluyen poesía y ensayos.
Referencia actual de la literatura portuguesa, David Mourao-Ferreira se refirió a su libro La Danza de la Luna como una pequeña obra maestra.

## Obras publicadas
- Sobre o Rosto, poesía (1989)
- Eugénio de Andrade: a água, a terra, o fogo, o ar, catálogo biobibliográfico e iconográfico (1992)
- Eugénio de Andrade nos Açores (1993)
- O Baile das Luas, narrativa poética (1993)
- Natália Correia, Mãe Ilha, catálogo biobibliográfico e iconográfico (1993)
- Uma Valsa para Antília, narrativas poéticas (1994)
- Retrato de Natália Correia (1994)
- Ilha Graciosa: regresso ao Sagrado (1996)
- Manifesto, poesía (2005)
- A Oriente, poesía (2006)
- In Memoriam Natália Correia (2006)